# 1193 (szám)
Az 1193 (római számmal: MCXCIII) az 1192 és 1194 között található természetes szám.

## A szám a matematikában
A tízes számrendszerbeli 1193-as a kettes számrendszerben 10001101001, a nyolcas számrendszerben 2251, a tizenhatos számrendszerben 4A9 alakban írható fel.
Az 1193 páratlan szám, prímszám. Kanonikus alakja 11931, normálalakban az 1,193 · 103 szorzattal írható fel. Két osztója van a természetes számok halmazán, ezek növekvő sorrendben: 1 és 1193.
Az 1193 huszonnégy szám valódiosztó-összegeként áll elő, ezek közül legkisebb az 5863.

## Csillagászat
- 1193 Africa kisbolygó